# Liurai

Boaventura, Liurai von Manufahi

Liurai (Liuriai; auf Bunak: Lamak; auf Kemak: Koronel bote; auch: Usif, Atupas) ist der traditionelle Titel eines Herrschers auf Timor. Er bedeutet etwa „aus der Erde hervorragend“. Das Herrschaftsgebiet eines Liurais wurde rai (Tetum für Land, Region, Erde) genannt. Aufgrund des ähnlichen portugiesischen Wortes rei für König wurden die Herrschaftsgebiete als Reino (portugiesisch für Königreich) bezeichnet. Andere europäische Sprachen übernahmen diese Bedeutung, weswegen man Liurais nun als Kleinkönige beschreibt. Im Holländischen verwendet man raj oder raja. Allerdings waren die Reiche der Liurais keine isolierten, homogenen, soziokulturellen Gebilde, was ein Reich im eigentlichen Sinne ausmacht. In neueren Veröffentlichungen wird die Beschreibung als Kleinkönige von einigen Autoren als „aus Europa eingeführt“ abgelehnt.

## Grundlegendes

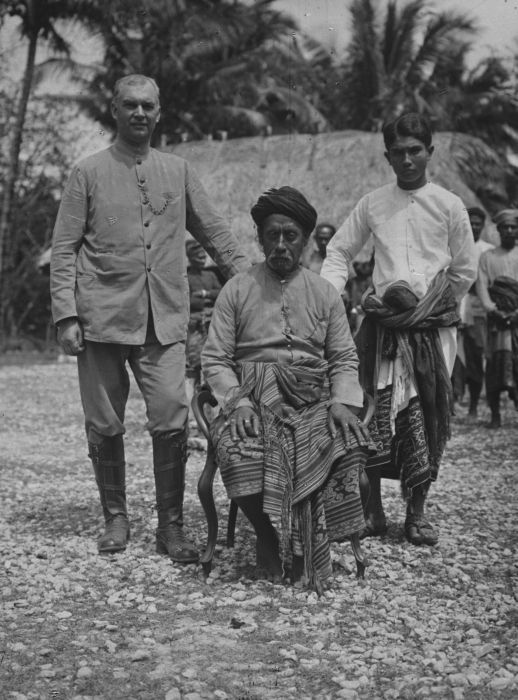
Raja Isaac von Amarasi mit Kronprinz Alexander und Reverend Loeff (1921)

Der Name stammt ursprünglich von einem mythischen Herrscher, der das Reich von Wehale gegründet haben soll. Zunächst war dieser Titel nur auf dessen Herrscher beschränkt. Erst später wurde er auch für die anderen Stammesführer Timors verwendet. Die Liurais sicherten ihre Macht durch ein kompliziertes Netz aus Verwandtschaftsbeziehungen und Hochzeiten. Sie hatten auch während der Kolonialzeit einen großen Einfluss auf die Bevölkerung, wurden aber mehr zum Objekt der Verehrung und des tiefen Respekts. Zudem schöpften sie ihren Herrschaftsanspruch zum Teil aus heiligen Objekten (Lulik), die sich im Besitz ihrer Familie befanden.
Der Liurai gehörte zu adligen Familien, Datos genannt, und wurde von Seinesgleichen und deren Nachkommen, den Principais, gewählt. Starb ein Liurai, wurde sein Nachfolger unter den Mitgliedern der königlichen männlichen Linie auserwählt (patrilinear: nur männliche Nachfolge) – daher die weitverbreitete Anrede der Liurais als amo, das sich vom Tetumwort für Vater, áman, her ableitet. Obwohl die Liurais die höchste exekutive Macht ausübten, wurden sie von einem Ältestenrat kontrolliert, insbesondere von dem Dato-hei, dem Schattenchef. Er hatte die Verantwortung für das Einhalten von Standessitten und Gebräuchen, die dem malaiischen Adat entsprachen. Starb die gesamte königliche Familie aus, folgte eine der Dato-Familien als Nachfolger.
Es gab noch zwei weitere Gesellschaftsschichten. Die Ema-reino (ursprünglich wohl Ema-rai) bildeten die freie, nicht-adlige Bevölkerung. Die unterste Schicht teilte sich in zwei Gruppen, die Ata (Sklaven) und die Lutun (Viehhirten und Diener). Teilweise werden die Lutun auch als Leibeigene charakterisiert. Die Lutun bedienten die Liurai, bestellten deren Felder und hüteten deren Vieh. Sie konnten aber im Gegensatz zu den Ata nicht einfach verkauft werden, da sie fest zum Land gehörten, auf dem sie lebten, und daher eher Eigentum des Reiches waren. Die letzten Lutun soll es bis 1940 gegeben haben. Die Ata waren zumeist Menschen aus Nachbarreichen, die bei Raubzügen gefangen genommen wurden. Solche waren Alltag im alten Timor, weswegen Sklaven auch immer damit rechnen konnten, wieder befreit zu werden. Daher stieg der Anteil der Ata-Bevölkerung auch nicht mit der Zeit an. Auch wer in Armut geriet und sich nicht selbst ernähren konnte, wie Waisen und Witwen, konnte zu einem Lutun oder Ata werden. Ebenso konnte man nach einer Straftat oder durch Geburt Mitglied der untersten Schicht werden, wobei in der Regel Abkömmlinge in der zweiten oder dritten Generation in die Freiheit entlassen wurden. Trotz des niedrigen Status waren Ata und Lutun Teil der menschlichen Gesellschaft und wurden im Allgemeinen gut behandelt. Sie hatten einen gewissen Grad an Bewegungsfreiheit und konnten zum Beispiel auch nebenbei Handel und eigene Landwirtschaft betreiben. Wenn sie sich selbst versorgen konnten, hatten sie die Möglichkeit, ihre Herren um die Entlassung in die Freiheit zu bitten. Selbst Einheiraten in die Familie des Liurais war möglich – ein Grund, weswegen die timoresischen Ethnien trotz ihrer sehr unterschiedlichen Herkunft sich stark untereinander vermischt haben und sich kulturell sehr nahestehen. Im dünn besiedelten Timor richtete der Ruhm und der Reichtum eines Liurais sich nicht nach der Landesfläche, die er beherrschte, sondern nach der Anzahl seiner Untergebenen.

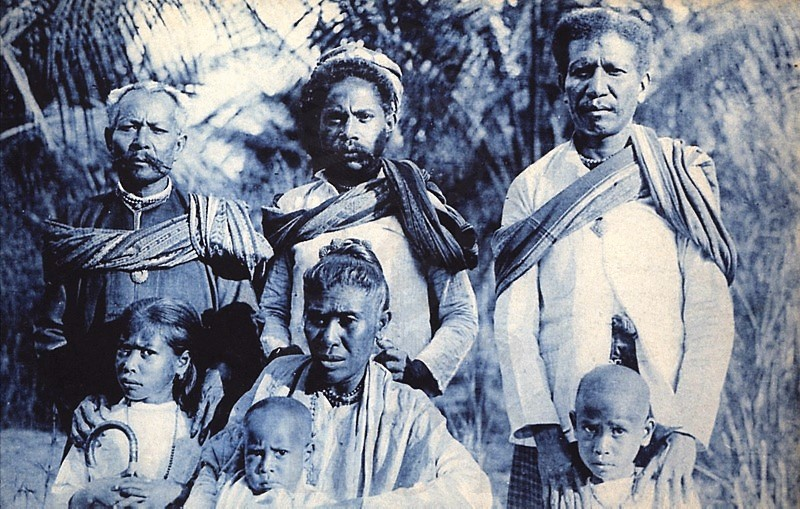
Familie eines Liurais in Portugiesisch-Timor

Das Reich eines Liurais unterteilte sich in Sucos, die jeweils aus drei bis 20 Siedlungen bestanden und von einem Dato (in niederländischen Quellen: temukung) regiert wurden. Diese Siedlungen bildeten aber keine geschlossenen Dörfer, sondern waren weit auseinander gezogene Weiler. Grund dafür ist die zerklüftete Geographie der Insel.
Die einzelnen Reiche waren in eine rituelle Hierarchie strukturiert. An erster Stelle stand die „Maromak Oan“ (das Kind Gottes), die (nur symbolisch) das Weibliche und Inaktive darstellte und in Wehale residierte. Der dortige Liurai verkörperte die männliche und aktive Seite. Ihm untergestellt waren die Liurai von Sonba’i (Westtimor) und Likusaen (heute: Liquiçá, Osttimor). Die Liurai von Wehale, Sonba’i und Likusaen galten als „Söhne“ der Maromak Oan. Andere Erzählungen nennen Luca statt Likusaen das dritte Reich. Den drei Reichen waren die anderen nominell untergeordnet. Daraus ergab sich keine wirkliche Macht, aber das Prestige der drei Herrscher konnte die Bildung von Bündnissen unterstützen.

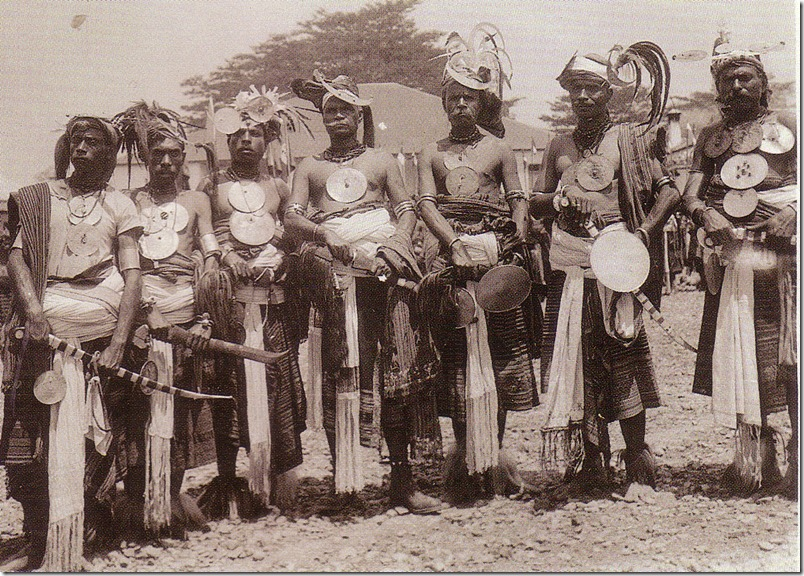
Liurais in Aileu (1938)

Im rituellen Status stand über dem Liurai in der Hierarchie von Wehale die „Maromak Oan“ (das Kind Gottes). Während der Liurai die männliche und aktive Seite verkörperte, stellte die Maromak Oan (nur symbolisch) das Weibliche und Inaktive dar. Der Legende nach hatte die Maromak Oan drei Söhne: Liurai (etwa „aus der Erde hervorragend“), Sonba’i und den Vorfahren des Herrschers von Likusaen (heute: Liquiçá) waren. Sonba’i herrschte im Westen Timors, das die Portugiesen Servião nannten, die Holländer Zerviaen oder Sorbian. Liurai gründete Wehale im Zentrum der Insel und der Osten wurde von Likusaen beherrscht.
Für die Herkunft der Bezeichnung Liurai gibt es verschiedene Theorien. Eine geht davon aus, dass es sich vom javanischen Wort lurah (Distriktschef) oder dem Adelstitel larah aus Sumatra ableitet. Wahrscheinlicher ist eine Herkunft aus Tetum, der Lingua Franca Mittel- und Osttimors. Rai bedeutet Land, Liu heißt mehr, könnte sich aber auch aus dem Tetumwort Leo für Ort ableiten. Dato lässt sich zwar auch dem Tetum zuordnen, stammt aber aus dem Malaiischen, wo es Oberhaupt eines Archipels bedeutet. Auch Suco ist malaiischen Ursprungs mit der Bedeutung Viertel, Stammesverband oder Clan. Daraus ergibt sich der Schluss, dass das Gesellschaftssystem aus dem Westen des Malaiischen Archipels stammt und hier durch Einwanderer eingeführt wurde. Tatsächlich sollen die Tetum nach mündlichen Erzählungen erst im 14. Jahrhundert von Malakka nach Timor eingewandert sein.

## Geschichte
Selbst während der Kolonialzeit unter Portugiesen und Niederländern beherrschten Liurais in einer großen Anzahl von kleinen Reichen die Insel. Die koloniale Verwaltung wurde über diese regionalen Herrscher nur schwach ausgeübt, indem man sie zu tributpflichtigen Bündnissen mit der Kolonialmacht bewegte.

### Osttimor

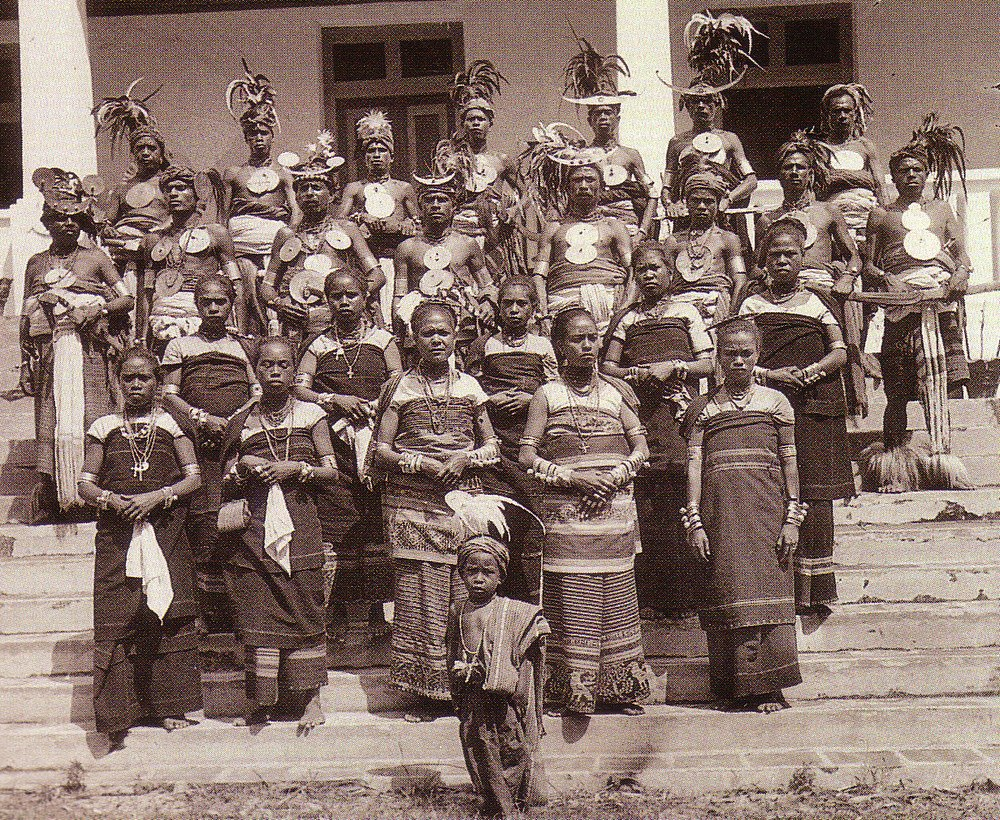
Timoresische Herrscher mit ihren Frauen (ca. 1938)

Ab 1702 vergaben die portugiesischen Gouverneure den Liurais den militärischen Rang eines Coronel (Oberst) – eine Tradition, die bis zum Ende der portugiesischen Kolonialzeit auf Timor 1975 fortgeführt wurde. Treudienenden Liurais wurden hohe Titel und Orden verliehen, als Anrede verwendete man den adligen Ehrentitel Dom. Der portugiesische Name, den die adligen Familien bei der christlichen Taufe annahmen, wurde zu einer Insigne der Herrschaft, selbst wenn der jeweilige Liurai bereits wieder dem alten Glauben huldigte.
Ab der Mitte des 19. Jahrhunderts versuchte Portugal die Kontrolle über die Kleinkönige zu verstärken, doch erst nach den Rebellionen zwischen 1861 und 1912 wurde die Macht der Liurais gebrochen. Die einzelnen Sucos, die Verwaltungseinheiten innerhalb der Reiche, wurden der Herrschaft der Liurais entzogen und die Liurais den Militärkommandanten unterstellt. Die Kinder der Liurais wurden auf katholischen Schulen europäisch erzogen. Die Sucos, sowohl die Unabhängigen wie die noch in Reichen verbundenen, überlebten als grundlegende politische Zelle bis zu heutigen Zeiten. Liurai wurde nun das Oberhaupt des Suco genannt, welches die größte Macht in seinem Gebiet innehatte.
Beim Beginn der Entkolonisierung 1974/75 gründete sich die Klibur Oan Timor Asuwain (KOTA) als monarchistische Partei der Liurais. Die Kolonialmacht Portugal erkannte sie nicht als Partei an, da sie zu wenig Anhänger hatte. Die KOTA sprach sich für ein indirektes Wahlsystem aus, in dem jeder Stamm einen Chef aus den Männern einer Erblinie bestimmen könnte. Diese Chefs sollten dann aus ihren Reihen die Repräsentanten für das Parlament wählen und diese wiederum den König. Die meisten ausländischen Beobachter sind der Meinung, dass die KOTA niemals die Chance gehabt hätte, damit in der Bevölkerung Zustimmung zu gewinnen, nur der Journalist Bill Nichol glaubt, dass sie durchaus mit diesen Ideen die Mehrheit hätte gewinnen können, wenn sie sich selbst nicht als so inkompetent dargestellt und Werbezeit im Radio bekommen hätte. Am 26. Januar 1975 stellte die KOTA eine Wahlkampagne in Dili mit 10.000 Teilnehmern auf die Beine. 1999, als sich ein Ende der indonesischen Besetzung andeutete, diskutierte man Ideen von Selbstregierung bis hin zur Selbstbestimmung bei Wirtschaft und Verteidigung oder die Einrichtung eines Senats der Liurais.
Heute hat der Liurai praktisch weder politische noch administrative Macht, er wird aber immer noch von der timoresischen Bevölkerung mit Respekt und Ehrerbietung behandelt. Mehrere osttimoresische Politiker entstammen Liurai-Familien. Die Partido do Povo de Timor und die KOTA werden von ihnen besonders gestützt.

### Westtimor
Erst 1916 wurden die letzten Liurais in Westtimor von den Niederländern zur Raison gebracht. Sonba’i konnte sogar seine Unabhängigkeit bis 1906 bewahren. In der Kolonialverwaltung behielten die hier Rajas genannten Kleinkönige sogar weiter einen gewissen Einfluss. Einige Reiche wurden zu einer zelfbesturend landschap (selbstregierendes Gebiet).
Auch nach der Unabhängigkeit Indonesiens behielten die Herrscher in ihren selbstregierenden Territorien (Swapraja) eine Führungsposition. Doch bis 1962 wurde auch diese Form der Monarchie von der Zentralregierung durch eine republikanische Verwaltungsform ersetzt.

## Anzahl der Liurais

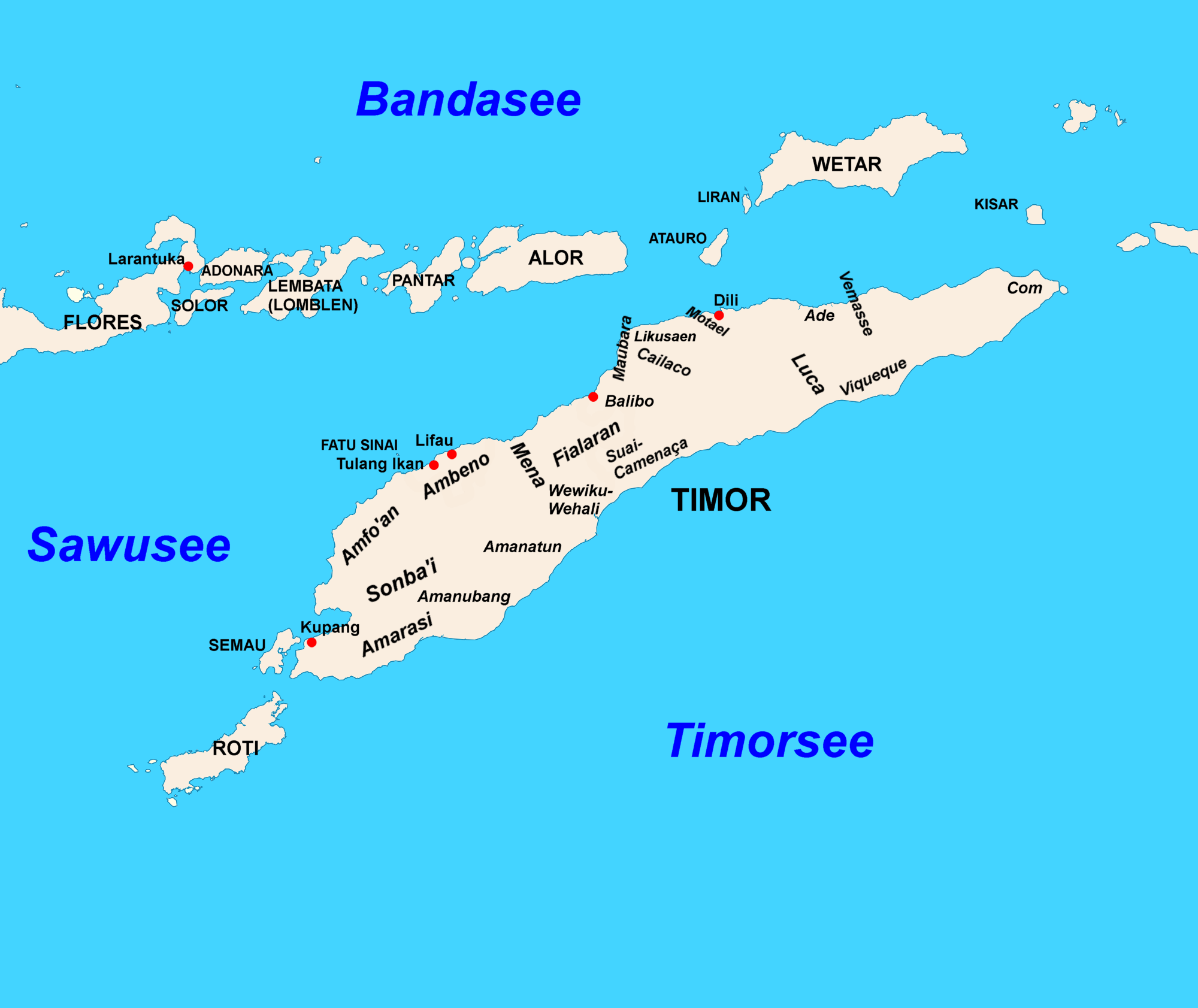
Timor und Nachbarinseln im 17. und 18. Jahrhundert

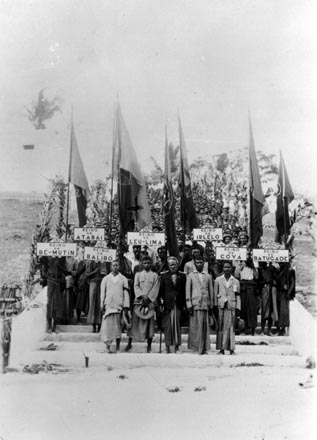
Vertreter der Reiche Bemutin, Atabae, Balibo, Leolima, Irlelo, Cowa und Batugade (um 1940)

Eine portugiesische Quelle von 1769 zählt die Reiche der östlichen Provinz Belu auf: Lamaquine, Lanqueiroz, Balibo, Saneré, Simião, Baibao, Liquiçá (Liquisa), Mahere, Fatuboro, Roadelle, Atossabe, Motael, Genovatte, Eramira, Sicas, Camanassa, Allas, Ramião, Humallara (Uma Laran), Cloco, Bibisuso, Tirismonte (Tiro-Mauta), Titiluro, Bibiluto, Luca (Luc), Corni, Loculata, Dilor (Daslor), Viqueque (Biquaque), Samoro, Dotte, Dili (Dille), Manatuto, Sifoi, Licoré, Lalupa, Vemasse, Tatoso, Sarau, Hera, Matarrufa und Maubará (Maubere).
Der französische Forschungsreisende Louis de Freycinet, der 1800 Timor besuchte, verfasste eine Liste der Königreiche auf der Insel der letzten 200 Jahre. Demnach standen 23 unter portugiesischer Hoheit, 24 waren Portugal tributpflichtig und 18 mit ihm verbündet. Im niederländischen Herrschaftsgebiet werden nur fünf Reiche aufgeführt. Ein anderes Bild liefert eine portugiesische Liste von 1811. Sie zählt insgesamt 62 Herrschaftsgebiete auf Timor (16 im Westen und 46 im Osten) auf, die von einem Dato oder Liurai regiert wurden.
Eine Liste von Afonso de Castro (Gouverneur von Portugiesisch-Timor 1859–1863) aus dem Jahre 1868 führt 47 Reiche auf, die zu Portugiesisch-Timor gehörten: Alas, Atsabe, Bibiluto, Bibico, Barique, Balibo, Buibau, Bibissuço, Cairui, Caimau, Cailaco, Cowa, Tutubaba (Cotubabe, Cutubaba), Diribate, Dailor, Dóte, Failacôr, Faturó, Fatumartó, Foulão, Funar, Hera, Ermera (Hermera), Laclo, Laleia, Laicore, Lacluta, Leimea (Limian), Liquiçá, Laclubar, Luca, Manatuto, Motael, Manufahi, Mahubo, Maubara, Raemean, Sarau, Suai, Samoro, Sanirin, Turiscai, Tutuluro, Ulmera, Venilale, Viqueque und Vemasse. Der Naturforscher Henry Ogg Forbes zählte 1880 nur 37.
Nach einer Erhebung von 1910 betrug die Anzahl der Portugal loyalen Reiche nun 73 oder 75. Einige Quellen sprechen auch von um die hundert Kleinreiche.
Letztlich lässt sich die Anzahl nicht genau festschreiben, da sie sich ständig aufgrund von Kriegen, Zusammenschlüssen und Abspaltungen änderte und manche anderen untergeordnet waren.

## Bekannte Liurais
- Aleixo Corte-Real, Liurai von Ainaro aus Soro
- Boaventura, Liurai von Manufahi
- Guilherme Maria Gonçalves, Koronel bote von Atsabe
- Francisco Ruas Hornay
- Nai-Cau, der Verräter-Liurai von Soro
- Manuel dos Remédios, Liurai von Laleia
- Siprianu, Koronel bote von Atsabe
- Aquiles Freitas Soares, Liurai von Letemumo